# Guy Pnini
Guy Pnini (Tel Aviv, 4. rujna 1984.) je izraelski profesionalni košarkaš. Može igrati na poziciji šutera i krila, a trenutačno je član izarelskog Maccabija.
Pnini je igrao u mlađim uzrastima Maccabi Tel Aviva. Nakon toga odlazi u profesionalce i potpisuje za Maccabi Rannan.
Kako se je Maccabi Rannan spojio s klubom Bnei Herziliyom, on postaje članom Bnei Hasharona.
Početkom sezone 2004./2005. imenovan je kapetanom momčadi.
U sezoni 2006./2007. potpisuje za Hapoel iz Jeruzalema, s kojim osvaja dva kupa prvaka. Kratko vrijem proveo je u srpskom FMP-u, a onda se natrag vratio u Maccabi.

## Vanjske poveznice
- Profil  Arhivirana inačica izvorne stranice od 21. ožujka 2012. (Wayback Machine) na NLB.com